# Toquí cellaverd
El toquí cellaverd o toquí de celles verdes (Arremon virenticeps) és una espècie d'ocell de la família dels passerèl·lidss autòctona de Mèxic. Alguns ornitòlegs inclouen aquesta espècie dins del gènere Atlapetes. Antigament era classificat al gènere Buarremon.
Antigament classificat com una mera subespècie del toquí cap-ratllat (Arremon torquatus), molt més estès i totalment al·lopàtric, el toquí cellaverd és actualment reconegut generalment com un endèmic distintiu de Mèxic. És resident a les regions altes del vessant del Pacífic i del cinturó volcànic central, a cotes entre 1800 i 3500 m. No hi ha cap superposició geogràfica amb el toquí de capell castany (Arremon brunneinucha) que és més semblant però difereix de la ratlla verda per la capçada castanya i la vora negra fins a la vora inferior del pegat blanc de la gola. Els cants de les dues espècies, però, generalment es consideren força similars i els rangs de distribució de les dues espècies s'acosten l'un a l'altre al centre de Mèxic.

## Descripció
Són pardals grossos, de cua llarga, amb les parts superiors de color verd oliva excepte per una franja negra ampla a cada costat de la corona i una màscara negra ampla als costats del cap i una prominent gola blanc pur; la majoria també tenen un dibuix de ratlles al cap; també té un ample supercili verd oliva per sobre de la màscara negra. El pit i els costats són grisos i el ventre és blanc. Els sexes són semblants. Els juvenils són de color marronós amb les ratlles del cap més apagades i la gola i les parts inferiors són de color marró verd oliva amb taques blanques a la gola i ratlles grogues a la panxa al ventre.

### Espècies semblants
El toquí cellaverd és molt distintiu dins de la seva distribució geogràfica restringida al centre de Mèxic. No hi ha cap superposició geogràfica amb el toquí de capell castany (Arremon brunneinucha) que té una conspícua corona castany-rogenca. El toquí de collar (Pipilo ocai) també té una corona de castanya, una àmplia banda de pit negra però el supercili verd oliva no és tant ample. El toquí olivaci (Arremonops rufivirgatus) es troba a cotes més baixes, és més petit, no té la gola blanca visible i el dibuix de ratlles al cap és diferent (cap gris amb ratlles negres).

## Distribució
El toquí cellaverd és endèmic de Mèxic. És resident a les zones muntanyoses de l'oest i el centre de Mèxic, en zones d'elevació de 1800-3500 m (Howell i Webb 1995), des del sud de Sinaloa fins al sud fins a Colima i la serralada transvolcànica central a l'est fins a Puebla (Miller et al. 1957, Howell i Webb 1995).

## Cria
Hi ha poca informació sobre la biologia de la cria del toquí cellaverd. Els nius amb ous s'observen des de finals d'abril fins a mitjans de juny (Rowley 1962), però en un altre lloc es van recollir espècies amb gònades engrandides a mitjans de juliol i probablement l'espècie és de cria doble (Schaldach 1963). El niu és una tassa profunda d'herbes, fulles seques i agulles de pi, folrat de pèl de bestiar i arrels fines i situat entre 1 i 1,5 m del terra en arbustos densos (Rowley 1962). La posta és de dos ous que són de color blanc blavós molt pàl·lid i sense marques; les dimensions d'un conjunt d'ous eren de 26 x 17 mm i 25 x 17,5 mm (Rowley 1962).

## Taxonomia
Descrit com Buarremon virenticeps (Bonaparte 1855), amb localitat tipus "Mèxic"; restringit a Desierto de los Leones, prop de Mèxic, D.F. (Moore 1938) A partir d'aquí no hi ha un consens clar sobre si l'espècie és monotípica o no.
Per a la majoria d'entitats taxonòmiques Arremon virenticeps és monotípic excepte per a eBird/Clements.
La subespècie proposta A. v. verecundus (Moore, 1938) no és vàlida (Hardy i Webber 1975). La subespècie proposta A. v. colimae (van Rossem, 1938) ja no va ser ni reconeguda per Miller et al. (1957), tot i que Paynter (1970) la va reconèixer provisionalment i Schaldach (1963) la va considerar "probablement vàlid".
En l'edició de 2023, Clements, reconeix dues subespècies, la resta de les principals autoritats taxonòmiques no:
- A. v. verecundus (Moore, 1938)
- A. v. virenticeps (Bonaparte, 1855)

Segons HBW, el tàxon virenticeps ha estat reconegut com una espècie separada (Ridgway 1901, Paynter 1978) o s'ha classificat com una subespècie d'una espècie altament politípica A. torquatus, distribuïda des de Mèxic al sud fins al nord-oest d'Argentina (Hellmayr 1938, Paynter 1970). L'anàlisi filogenètica de les dades de la seqüència d'ADN, tant de gens mitocondrials com nuclears, indica que el virenticeps està més estretament relacionat amb Arremon brunneinucha (Brush-Finch) que no pas amb els membres del grup torquatus, donant suport a la categoria d'espècies de virenticeps (Cadena et al. al. 2007).
Sovint, aquest toquí s'ha classificat en el gènere Buarremon (Bonaparte 1855, Ridgway 1901) o en Atlapetes (Hellmayr 1938, Paynter 1970, 1978). Cadena et al. (2007) van demostrar que Buarremon no és monofilètic respecte a Arremon; en conseqüència, A. virenticeps ara s'assigna al gènere Arremon.